# Milanweih
Der Milanweih (Lophoictinia isura) auch Schopfmilan ist eine Art der Wespenbussarde, der zur Avifauna Australiens gehört.
Die Bestandssituation die Milanweih wird mit ungefährdet (least concern) angegeben. Es werden keine Unterarten unterschieden.

## Erscheinungsbild

### Körpermaße

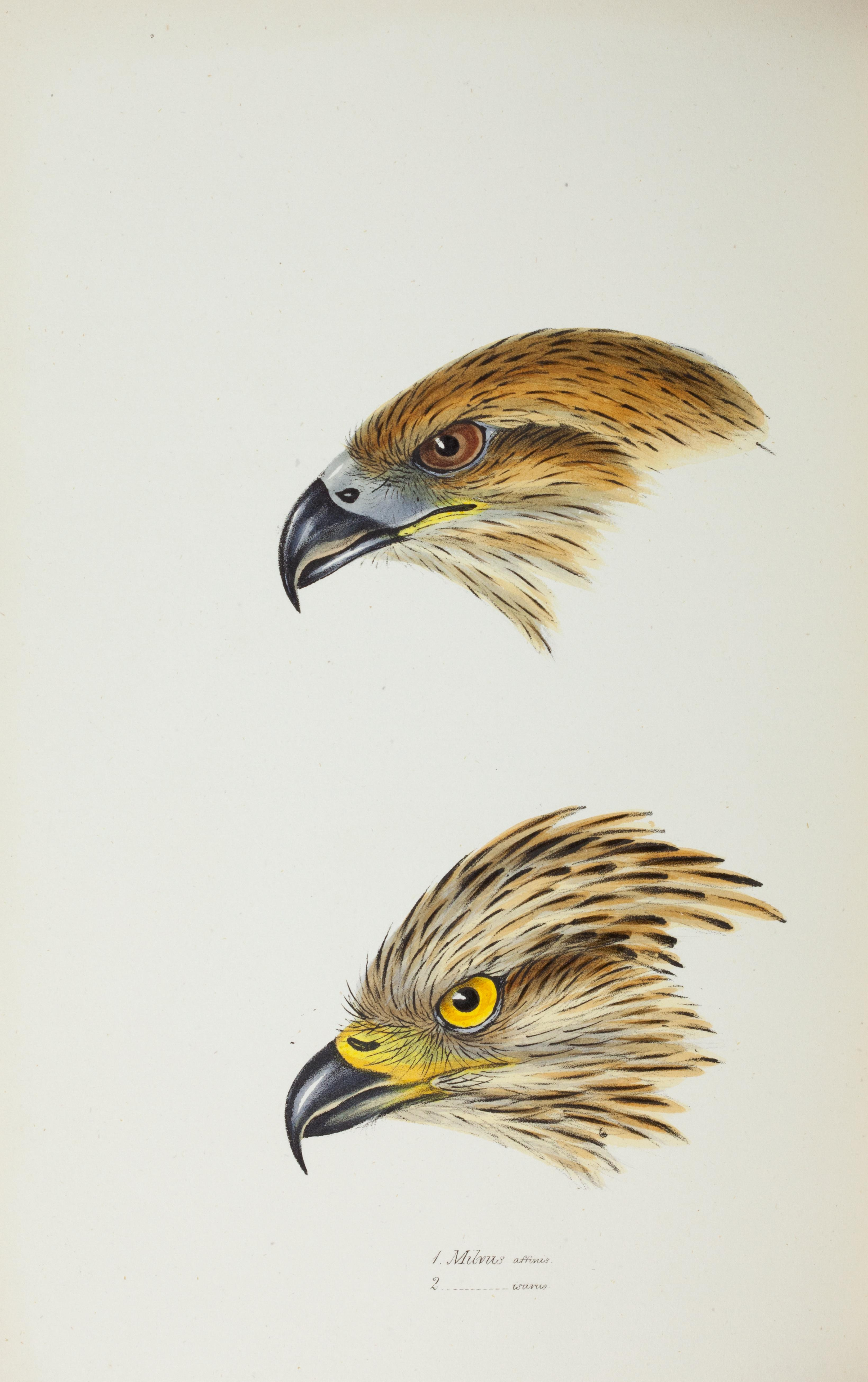
Subadulter (oben) und adulter Vogel

Der Milanweih erreicht eine Körperlänge von 50 bis 55 Zentimeter und eine Flügelspanne zwischen 130 und 145 Zentimeter. Von der Körperlänge entfallen 23 bis 26,9 Zentimeter auf das Schwanzgefieder. Der Schnabel ist 2,3 bis 2,7 Zentimeter lang. Das Gewicht liegt zwischen 500 und 680 Gramm. Es besteht kein ausgeprägter Geschlechtsdimorphismus.

### Adulte Vögel
Der Kopf ist rotbraun mit einem weißen Gesicht. Der Scheitel weist dicke schwarze Längsstriche auf, am übrigen Kopf sind diese Längsstriche deutlich feiner. Der Mantel, der Bürzel und die mittleren Oberschwanzdecken sind schwärzlich. Die übrige Körperoberseite ist rotbraun. Die Oberschwanzdecken sind bei frisch vermauserten Vögeln graubraun und bei abgenutzten Gefieder deutlich heller. Das Schwanzgefieder ist dunkel graubraun mit drei bis fünf schmalen und dunkleren Querbändern. Die einzelnen Federn haben cremefarbene Spitzen.
Die Körperunterseite ist rotbraun mit schwarzen Längsstricheln, die auf der Brust und am vorderen Hals breiter sind als auf der übrigen Körperunterseite. Der Bürzel und die Unterschwanzdecken sind blass rotbraun bis cremefarben. Das Schwanzgefieder ist auf der Unterseite silbrig weiß mit einem schmalen schwarzen Endband und cremefarbenen Federspitzen.
Der Schnabel ist schwarz mit einer fleischfarbenen Wachshaut. Die Iris ist blassgelb, die Beine und Füße sind weißlich bis cremefarben.

### Jungvögel
Jungvögel ähneln den adulten Vögeln, haben jedoch einen rotbraunen Kopf und eine rotbraune Körperunterseite mit deutlich schmäleren Längsstrichen. Die Oberschwanzdecken sind hell isabellfarben. Das Schwanzgefieder ist auf der Unterseite ähnlich wie bei den adulten Vögeln, jedoch ist das Endband diffuser und schmäler. Die Iris ist dunkelbraun, die Wachshaut ist weißlich.

## Verwechslungsmöglichkeiten
Der Milanweih kann in seinem Verbreitungsgebiet mit mehreren anderen Greifvogelarten verwechselt werden. Die größte Ähnlichkeit besteht mit den Jungvögeln und Subadulten des Schwarzbrustweihs, die dem Milanweih in Größe und Flügelspannweite entsprechen. Der Schwarzbrustweih hat jedoch einen größeren und auffälligeren Schnabel und Kopf, der Körperbau ist insgesamt etwas kräftiger, der Schwanz ist breiter und kürzer sowie am Ende gerundet. Der Keilschwanzadler ist größer, kräftiger gebaut und hat breitere Flügel. Der Schwarzmilan dagegen ist dunkler. Ähnlichkeiten bestehen außerdem mit dem Kaninchenadler und dem Fuchshabicht.

## Verbreitungsgebiet
Der Milanweih kommt ausschließlich auf dem australischen Festland vor und ist dort disjunkt verbreitet. Die Verbreitungsschwerpunkte liegen in Ostaustralien sowie in Südwestaustralien. In South Australia ist er dagegen äußerst selten. Er fehlt außerdem in der Nullarbor-Ebene, der Gibsonwüste, der Großen Victoriawüste und der Großen Sandwüste.
Der Milanweih ist im größten Teil seines Verbreitungsgebietes ein Zugvogel. Brutvögel ziehen zu Beginn der Fortpflanzungszeit in den Süden, Osten und Südwesten Australiens und verlassen diese Region wieder am Ende der Brutzeit. Während des Winterhalbjahres sind entsprechend kaum Milanweihen in den australischen Bundesstaaten Victoria, New South Wales und Southern Australia anzutreffen. Nichtbrütende Milanweihen wandern während der Trockenzeit in den Norden Australiens. Auslöser der Zugbewegungen sind vermutlich ein verringertes Nahrungsangebot und die höhere Anzahl der Niederschläge.

## Lebensraum

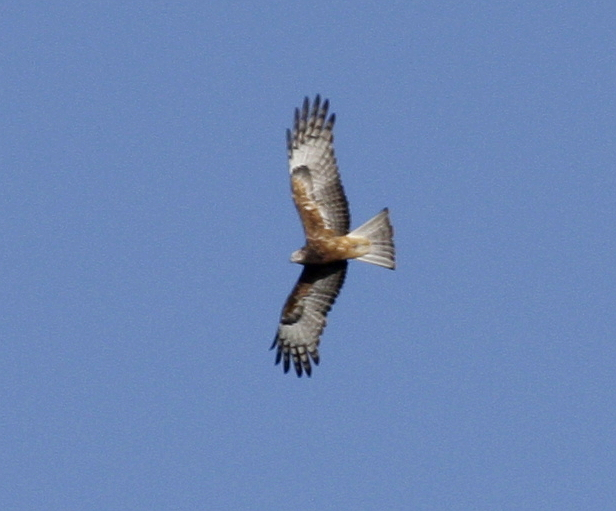
Flugbild

Der Lebensraum der Milanweih sind die bewaldeten Regionen in den tropischen und gemäßigten Klimazonen Australiens. Er kommt überwiegend in den küstennahen Regionen vor, sein Verbreitungsgebiet umfasst jedoch auch Waldgebiete entlang von Fließgewässern, so dass er auch weit ins Inland in aride Gebiete vorstößt. Baumlose Regionen meidet er. Er fehlt in den alpinen Regionen Australiens und meidet auch die verbliebenen Waldreste in ansonsten entwaldeten Regionen. Typisch für seine Lebensräume ist die Anwesenheit einer großen Anzahl verschiedener Singvögel. Wenn diese Ansprüche erfüllt sind, kommt er auch im urbanen Raum vor.
Der Milanweih ist in seinem gesamten Verbreitungsgebiet niemals eine häufig vorkommende Vogelart gewesen, im Osten und Südwesten ist in Folge der dortigen Umwandlung von Flächen in Agrarland auch dort seine Zahl zurückgegangen, wo es noch Waldreste gibt. Higgins et al. vermuten, dass er für sein Brutgeschäft auf große, zusammenhängende Waldflächen angewiesen ist.

## Lebensweise
Der Milanweih lebt überwiegend einzelgängerisch. Nur während der Fortpflanzungszeit ist er gelegentlich auch paarweise oder – nach dem Ausfliegen der Jungvögel – auch in kleinen Familiengruppen zu beobachten. Er kommt nur selten auf den Boden und wenn dies vorkommt, hält er sich in der Regel nicht lange auf. Er ist gewöhnlich wenig scheu und erlaubt, dass Menschen in seine größere Nähe kommen. Higgins et al. bezeichnen ihn sogar als „lethargisch“. Er jagt überwiegend im oberen Baumkronenbereich.
Die Nahrung besteht überwiegend aus Singvögeln sowie Insekten, die er von den Blättern pickt. Nur gelegentlich schlägt er auch kleine Säugetiere und Reptilien. Während der Brutzeit frisst er außerdem die Eier und Nestlinge anderer Vogelarten.

## Fortpflanzung
Der Milanweih lebt in monogamer Einehe, die Paarbindung besteht möglicherweise lebenslänglich. Sie schreiten sehr früh zur Brut und pflanzen sich gelegentlich bereits fort, wenn sie noch das Gefieder subadulter Vögel tragen. Das Revier, das ein einzelnes Paar besetzt, ist vermutlich sehr groß. Es wird auf mehr als 100 Quadratkilometer pro Paar geschätzt.
Beide Elternvögel sind an der Brut und der Aufzucht der Jungvögel beteiligt, das Weibchen hat jedoch den weitaus größeren Teil am Brutgeschäft. Die Brutzeit fällt im gemäßigten Australien in den Zeitraum Juli bis Februar. In Westaustralien brütet der Milanweih dagegen im Zeitraum September bis Dezember.
Das Nest befindet sich in der Regel in der Nähe von Wasserläufen, meist ist das nächste Fließgewässer weniger als 100 Meter vom Nistbaum entfernt. Es liegen noch nicht genügend Daten vor, um die durchschnittliche Gelegegröße zu bestimmen. Die bislang untersuchten Nester enthielten gewöhnlich zwei Eier. Gelege mit drei Eiern stellen die Ausnahme dar. Die Dauer der Brutzeit ist nicht genau bekannt, liegt aber vermutlich bei 37 bis 42 Tagen. Ebenso wenig ist die Dauer der Nestlingszeit bislang untersucht. Bei einem Nest flog ein Nestling 59 Tage nach dem Schlupf aus.